# Río Collón Curá
Río Collón Curá är ett vattendrag i Argentina.   Det ligger i provinsen Neuquén, i den sydvästra delen av landet, 1 300 km sydväst om huvudstaden Buenos Aires.
Omgivningarna runt Río Collón Curá är i huvudsak ett öppet busklandskap. Trakten runt Río Collón Curá är nära nog obefolkad, med mindre än två invånare per kvadratkilometer.